# Gymnetron villosulum
Gymnetron villosulum är en skalbaggsart som beskrevs av Leonard Gyllenhaal 1838. Gymnetron villosulum ingår i släktet Gymnetron, och familjen vivlar. Enligt den svenska rödlistan är arten otillräckligt studerad i Sverige. Arten förekommer i Götaland. Artens livsmiljö är våtmarker, jordbrukslandskap.